# Freetown (Massachusetts)
Freetown é uma vila localizada no condado de Bristol no estado estadounidense de Massachusetts. No Censo de 2010 tinha uma população de 8.870 habitantes e uma densidade populacional de 94,08 pessoas por km².

## Geografia
Freetown encontra-se localizado nas coordenadas 41° 46′ 46″ N, 71° 01′ 10″ O. Segundo o Departamento do Censo dos Estados Unidos, Freetown tem uma superfície total de 94.28 km², da qual 89.29 km² correspondem a terra firme e (5.3%) 5 km² é água.

## Demografia
Segundo o censo de 2010, tinha 8.870 pessoas residindo em Freetown. A densidade populacional era de 94,08 hab./km². Dos 8.870 habitantes, Freetown estava composto pelo 96.39% brancos, o 0.91% eram afroamericanos, o 0.15% eram amerindios, o 0.62% eram asiáticos, o 0% eram insulares do Pacífico, o 0.94% eram de outras raças e o 0.99% pertenciam a duas ou mais raças. Do total da população o 1.23% eram hispanos ou latinos de qualquer raça.